# ۱۴۰۷ (خورشیدی)
سال ۱۴۰۷ خورشیدی، هزار و چهارصد و هفتمین سال گاه‌شماری هجری خورشیدی است. این سال عادی است.

## نام‌گذاری‌ها
- این سال در گاه‌شماری حیوانی سال میمون است.

## رویدادها

### خرداد
- جام ملت‌های اروپا ۲۰۲۸
- انتخابات ۱۴۰۷ ریاست‌جمهوری ایران[نیازمند منبع]

### تیر
- ۳۱ تیر - بازی‌های المپیک تابستانی ۲۰۲۸ که به میزبانی ایالات متحده آمریکا در شهر لس آنجلس که توسط کمیته بین‌المللی المپیک انتخاب شده برگزار شود.

### مرداد
- ۱ مرداد - خورشیدگرفتگی ۲۲ ژوئیه ۲۰۲۸

### آبان
- ۱۷ آبان - انتخابات ریاست‌جمهوری ایالات متحده آمریکا (۲۰۲۸)